# Superamore
Superamore è un brano musicale del cantautore Gigi D'Alessio, pubblicato il 3 ottobre 2008 dall'etichetta discografica Sony.
Il brano anticipa l'album Questo sono io.

## Tracce
Download digitale
Testi e musiche di Gigi D'Alessio.
1. Superamore – 4:06